# Блек Сокс
Black Sox е името, с което се сдобива бейзболният отбор Чикаго Уайт Сокс от 1919 г., след като се установява, че голяма част от играчите на отбора са замесени в скандал.
През 1919 г. чикагският отбор White Sox се договаря с букмейкърите да проиграе шампионата на САЩ по бейзбол. След като скандалът се разраства, от отбора се отвръщат дори и най-верните привърженици на бейзбола.
8 играчи, заедно с 5 професионални комарджии, са обвинени през 1920 г. в уговаряне на мачове и разпространяване на влиянието на порочното професионално комарджийство в бейзбола.
8-те играчи са изключени от Американската бейзболна лига до живот. След скандала собствениците на отбора решават да бъде създадена длъжността „бейзболен комисар“.

### Замесените играчи
- Eddie Cicotte, питчер.
- Happy Felsch, централен филдер.
- Chick Gandil, първи бейзмен.
- Shoeless Joe Jackson -аутфилдер
- Fred McMullin, инфилдер
- Swede Risberg, шортстопър
- Buck Weaver, трети бейзмен
- Lefty Williams, питчер.

## В изкуството
- Eight Men Out – американски филм от 1988 г. с участието на Чарли Шийн